# Odontadenia kochii
Odontadenia kochii là một loài thực vật có hoa trong họ La bố ma. Loài này được Pilg. mô tả khoa học đầu tiên năm 1910.